# Vera Renczi
Vera Renczi (ur. 1903 w Bukareszcie, zm. 1960 w Zrenjaninie) – rumuńska seryjna morderczyni, trucicielka, która w latach 20. i 30. XX wieku, przy pomocy arszeniku, otruła dwóch swoich mężów, kochanków, a także syna. Odpowiada za śmierć 35 osób.

## Młodość
Pochodziła z zamożnej rodziny o węgierskich korzeniach. Gdy miała 10 lat, jej rodzina przeniosła się z Bukaresztu do Berkerekul. Po skończeniu piętnastu lat, zaczęła sprawiać coraz więcej problemów wychowawczych. Często uciekała z domu i wdawała się w romanse z dużo starszymi od siebie mężczyznami. Znajomi z tamtego okresu opisywali ją jako osobę o chorobliwej potrzebie bycia w związku z mężczyzną, ale jednocześnie bardzo zazdrosną i podejrzliwą wobec swych kochanków.

## Małżeństwa, romanse i morderstwa
Po raz pierwszy wyszła za mąż za dużo starszego od siebie przedsiębiorcę z Bukaresztu. Z tego związku urodził syn Very, Lorenzo. Ich małżeństwo zaczęło się psuć, Vera spędzała całe dnie w domu z dzieckiem, podczas gdy mąż całymi dniami przesiadywał w pracy. Taki stan rzeczy sprawił, że Renczi zaczęła podejrzewać męża o zdradę. Pewnego wieczoru, kierowana zazdrością, podała mu do obiadu wino, w którym wcześniej rozpuściła zabójczą dawkę arszeniku. Gdy zmarł, ukryła jego ciało. Rodzinie i znajomym wmawiała, że mąż ją porzucił.
Po mniej więcej roku twierdziła, iż słyszała pogłoski o wypadku samochodowym, w którym ponoć zginął jej mąż. Było to jednak jej kolejne kłamstwo. Krótko po rozpowiedzeniu tych rewelacji, powtórnie wyszła za mąż. Tym razem za mężczyznę bardziej zbliżonego do niej wiekiem. Małżeństwo było jednak burzliwe, a Renczi znów targały podejrzenia co do wierności drugiego męża. Kilka miesięcy później mężczyzna przepadł bez śladu. Renczi znów zaczęła opowiadać bliskim, że kolejny mąż również od niej odszedł. Dodatkowo twierdziła, jakoby dostała od niego list, w którym rzekomo pisał, że odchodzi na zawsze. Było to jej ostatnie małżeństwo.
W późniejszych latach miała liczne romanse, zarówno z kawalerami, jak i żonatymi mężczyznami. Wszyscy znikali po kilku dniach lub miesiącach znajomości z Renczi. Po ich zniknięciu zawsze twierdziła, że została przez nich zdradzona i porzucona.
Jednak żona jednego z jej kochanków, który był bankierem, zawiadomiła policję o zniknięciu męża. Początkowo policja nie uwierzyła żonie. Gdy ta przedstawiła informacje, że Renczi może mieć coś wspólnego z zaginięciem, kilkunastu mężczyzn, zaczęto badać sprawę zaginięcia bankiera. Gdy dotarto do Very Renczi, policjanci przeszukali jej dom. W piwnicy, gdzie trzymała wino, funkcjonariusze odkryli 32 trumny, zawierające zwłoki mężczyzn w różnym stanie rozkładu. Renczi została aresztowana i przewieziona do aresztu. Tam przyznała się do winy. Powiedziała, że zabijała mężczyzn, gdy zaczynała podejrzewać, że są wobec niej niewierni lub widziała u nich spadek zainteresowania jej osobą. Przyznała również, że lubiła od czasu do czasu posiedzieć na fotelu, pośród trumien, w towarzystwie swych dawnych zalotników. Przyznała się również do zabicia swoich dwóch mężów oraz syna Lorenza. Syn odkrył w piwnicy trumny i zaczął ją szantażować. Renczi otruła go, a ciała się pozbyła. Sąd uznał ją winną i skazał na karę śmierci. Jednakże z uwagi na zmianę prawa, która zabraniała wykonywania kary śmierci na kobietach, wyrok zmieniono na dożywotnie pozbawienie wolności. Trafiła do więzienia, gdzie zapadła na chorobę psychiczną. Po kilku latach zmarła, prawdopodobnie już po zakończeniu II wojny światowej.